# Garsbach
Garsbach is een plaats in de Duitse gemeente Bad Berleburg, deelstaat Noordrijn-Westfalen, en telt 18 inwoners (2007).